# Крикалёв, Сергей Константинович
Серге́й Константи́нович Крикалёв (род. 27 августа 1958, Ленинград) — советский и российский авиационный спортсмен и космонавт, лётчик-космонавт СССР. С октября 2005 до июня 2015 года — обладатель рекорда по суммарному времени пребывания в космосе (803 дня за шесть стартов). Герой Советского Союза (1989) и второй Герой Российской Федерации (1992) — один из четырёх человек, которые удостоены обоих званий, и единственный из ныне живущих.
Исполнительный директор по пилотируемым космическим программам Госкорпорации «Роскосмос» (31 марта 2016 — 11 июня 2021 и 21 июля 2021 — август 2024), советник главы Госкорпорации «Роскосмос» с 11 июня 2021 года. Специальный представитель Президента Российской Федерации по вопросам международного сотрудничества в области космоса с 18 января 2024 года по 18 февраля 2025 года и с 22 мая 2025 года.
Заместитель генерального директора по пилотируемым программам ФГУП «ЦНИИмаш» (2015—2016). Первый заместитель директора ЦНИИ машиностроения по пилотируемым программам (2014). Член экспертного совета Национальной премии «Хрустальный компас». Действительный член (академик) Российской академии космонавтики имени К. Э. Циолковского (2011). Начальник ФГБУ «НИИ Центр подготовки космонавтов имени Ю. А. Гагарина» (2009—2014). Кандидат психологических наук (2008). Чемпион мира по пилотажу на планёрах.

## Биография
В 1981 году окончил Ленинградский механический институт, получив квалификацию инженера-механика.

### Инженер-разработчик
После окончания института работал в НПО «Энергия». Испытывал оборудование, применяемое в космических полётах, разрабатывал методы работы в космосе и участвовал в работе наземной службы управления. В 1985 году, когда возникли неисправности на станции «Салют-7», он работал в группе восстановления, разрабатывал методы стыковки с неуправляемой станцией и ремонта её бортовых систем.
Был отобран для подготовки к космическим полётам в 1985 году, в следующем году окончил курс основной подготовки и был на время направлен в группу по программе корабля многоразового использования «Буран».
В начале 1988 года начал подготовку к своему первому долговременному полёту на станции «Мир». Тренировки включали подготовку к выходам в открытый космос, к стыковкам с новыми модулями, к первым испытаниям установки для перемещения космонавта и к работе во второй советско-французской научной экспедиции.

### Первый полёт

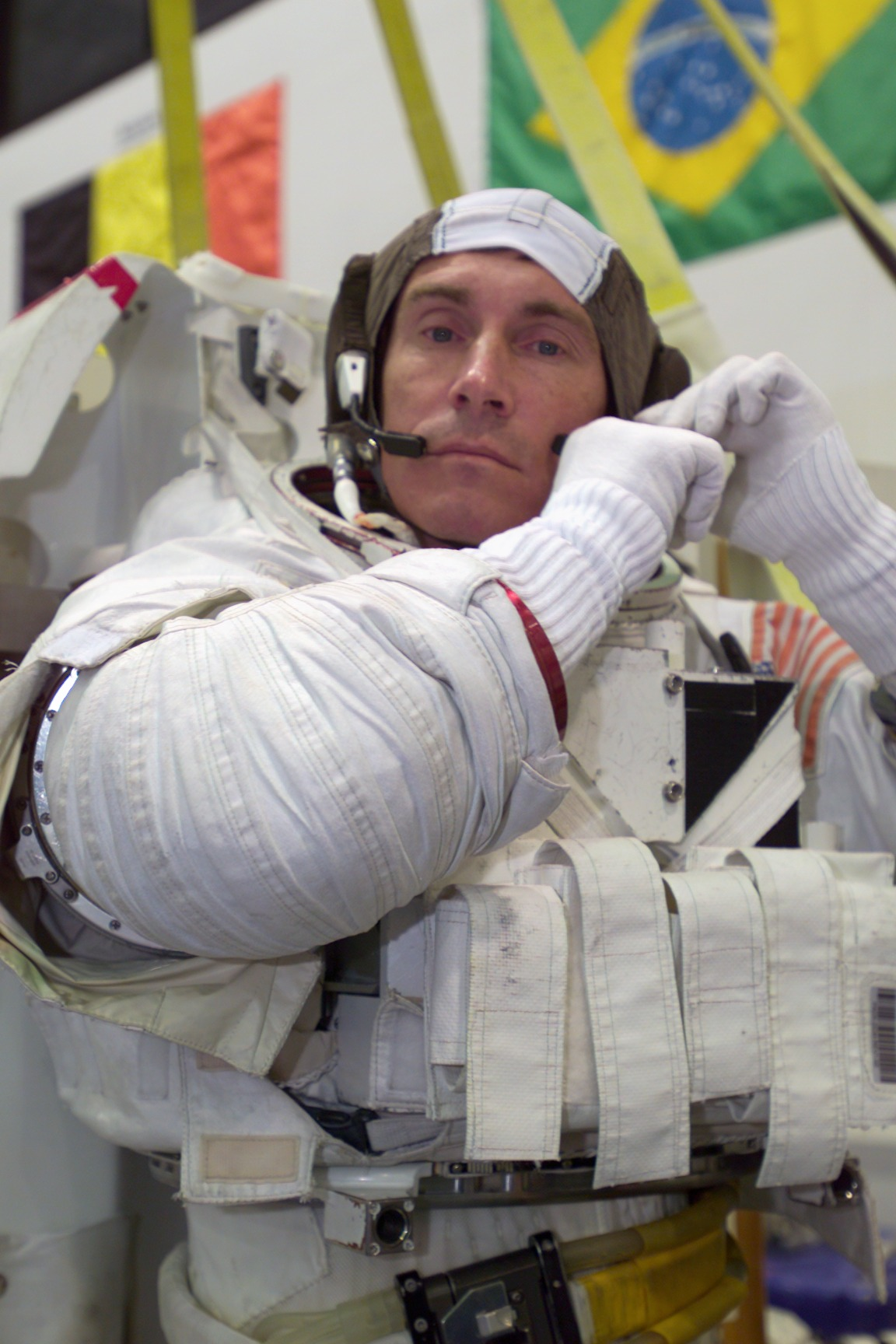
Сергей Крикалёв надевает тренировочный скафандр, 30 июня 2004 года

«Союз ТМ-7» был запущен 26 ноября 1988 года, экипаж состоял из командира Александра Александровича Волкова, бортинженера Крикалёва и французского космонавта Жан-Лу Кретьена. Предыдущий экипаж оставался на станции «Мир» ещё двадцать шесть дней, установив тем самым наиболее длительное время пребывания на станции экипажа из шести человек. После того, как предыдущий экипаж вернулся на Землю, Крикалёв, Поляков и Волков продолжили выполнять эксперименты на борту станции. В связи с тем, что прибытие следующего экипажа задержалось, они подготовили станцию к беспилотному полёту и вернулись на Землю 27 апреля 1989 года. За этот полёт Крикалёву было присвоено звание Героя Советского Союза (звезда № 11595). Продолжительность полёта составила 151 сутки 11 часов 08 минут 24 секунды.
В 1990 году готовился к своему второму полёту как член дублирующего экипажа для восьмой долговременной экспедиции на станцию «Мир».

### Второй полёт
В декабре 1990 года начал подготовку к участию в девятой экспедиции на станцию «Мир». Союз ТМ-12 был запущен 18 мая 1991 года с командиром Анатолием Павловичем Арцебарским, бортинженером Сергеем Константиновичем Крикалёвым и британской женщиной-космонавтом Хелен Шарман. Через неделю Шарман вернулась на Землю с предыдущим экипажем, а Крикалёв и Арцебарский остались на «Мире». За лето они осуществили шесть выходов в открытый космос, при этом провели многочисленные научные эксперименты, а также работы по обслуживанию станции.
По плану возвращение Сергея Крикалёва должно было произойти через пять месяцев, но в июле 1991 года он согласился остаться на станции «Мир» в качестве бортинженера с другим экипажем (который должен был прибыть в октябре), так как следующие два полёта были объединены в один. 2 октября 1991 года место бортинженера в корабле «Союз ТМ-13» было занято Токтаром Аубакировым, космонавтом из Казахстана, который не был подготовлен к длительному полёту. Он и Франц Фибек, первый космонавт Австрии, вместе с Анатолием Арцебарским 10 октября вернулись на Землю, а командир экипажа Александр Волков остался на ОС с Сергеем Крикалёвым. После смены экипажа Волков и Крикалёв совершили ещё один выход в открытый космос и вернулись на Землю 25 марта 1992 года. Этот полёт вошёл в историю тем, что космонавты улетали из СССР, а вернулись уже в Россию и страны «Ближнего зарубежья» — во время экспедиции Советский Союз прекратил существование. За этот полёт Крикалёв был удостоен звания Героя Российской Федерации (звезда Героя РФ № 1). Продолжительность полёта составила 311 суток 20 часов 00 минут 34 секунды. Стал последним космонавтом, получившим за полёт автомобиль «Волга» в подарок.
За два первых полёта провёл в космосе более года и трёх месяцев и совершил семь выходов в открытый космос.
В октябре 1992 года руководство НАСА объявило о том, что на американском корабле многоразового использования полетит российский космонавт, имеющий опыт космических полётов. Сергей Крикалёв стал одним из двух кандидатов (второй — Владимир Титов), направленных Российским космическим агентством для тренировок вместе с экипажем STS-60. В апреле 1993 года Сергей Крикалёв был объявлен основным кандидатом.

### Третий полёт
Участвовал в полёте STS-60 — первом совместном американо-российском полёте на корабле многоразового использования (шаттле Discovery). Полёт STS-60, начавшийся 3 февраля 1994 года, был вторым полётом с модулем Spacehab (Space Habitation Module) и первым полётом с устройством WSF (Wake Shield Facility). В течение восьми суток экипаж корабля Discovery выполнил много различных научных экспериментов в области материаловедения, как в устройстве WSF, так и в модуле Spacehab, биологических экспериментов и наблюдений поверхности Земли. Крикалёв выполнил значительную часть работ с дистанционным манипулятором. Совершив 130 витков и пролетев 5486215 километров, 11 февраля 1994 года корабль Discovery совершил посадку в космическом центре имени Кеннеди (штат Флорида). Таким образом, Сергей Крикалёв стал первым российским космонавтом, совершившим полёт на американском шаттле. Продолжительность полёта составила 8 суток 7 часов 09 минут 22 секунды. В одном видеоинтервью Крикалёву задали вопрос: тяжело ли ему было в этом полёте — непривычная обстановка, совершенно другая техника, коллеги все иностранцы, чужой язык… Ответ был неожиданным: «Так ведь и им было непросто!»
После полёта STS-60 вернулся к своей работе в России. Он периодически направлялся в командировки в Космический центр имени Линдона Джонсона в Хьюстоне, чтобы работать в Центре управления полётами с Поисково-спасательной службой в ходе совместных американо-российских полётов. В частности, он участвовал в наземном обеспечении полётов STS-63, STS-71, STS-74, STS-76.

### Четвёртый полёт
Был назначен в первый экипаж Международной космической станции и первым в декабре 1998 года побывал с краткосрочной миссией на МКС на челноке Индевор c 4 по 15 декабря 1998 года в качестве специалиста полёта-4 STS-88. В ходе полёта к выведенному ранее на орбиту первому российскому модулю МКС — Функционально-грузовому блоку (ФГБ) «Заря» — был пристыкован американский узловой модуль Unity. Вместе с командиром шаттла Робертом Кабаной впервые открыл люк в МКС. Участвовал в работах на борту МКС. Продолжительность полёта составила 11 суток 19 часов 17 минут 54 секунды.
С 1999 по октябрь 2000 года продолжал подготовку в качестве бортинженера основного экипажа МКС-1 вместе с Юрием Гидзенко и Уильямом Шепердом.

### Пятый полёт
В октябре 2000 года в составе первого экипажа длительной экспедиции Сергей Крикалёв совместно с Юрием Гидзенко (командир корабля доставки) и Уильямом Шепердом (командир экспедиции МКС-1) начал постоянные пилотируемые полёты на МКС. В этом полёте космонавты встречали на орбите XXI век. Стартовал на Байконуре на корабле Союз ТМ-31 в качестве бортинженера, посадку совершил во Флориде на шаттле Discovery STS-102 в качестве специалиста полёта. На станции со 2 ноября 2000 по 19 марта 2001 года.
Продолжительность полёта составила 140 суток 23 часов 38 минут 54 секунды.

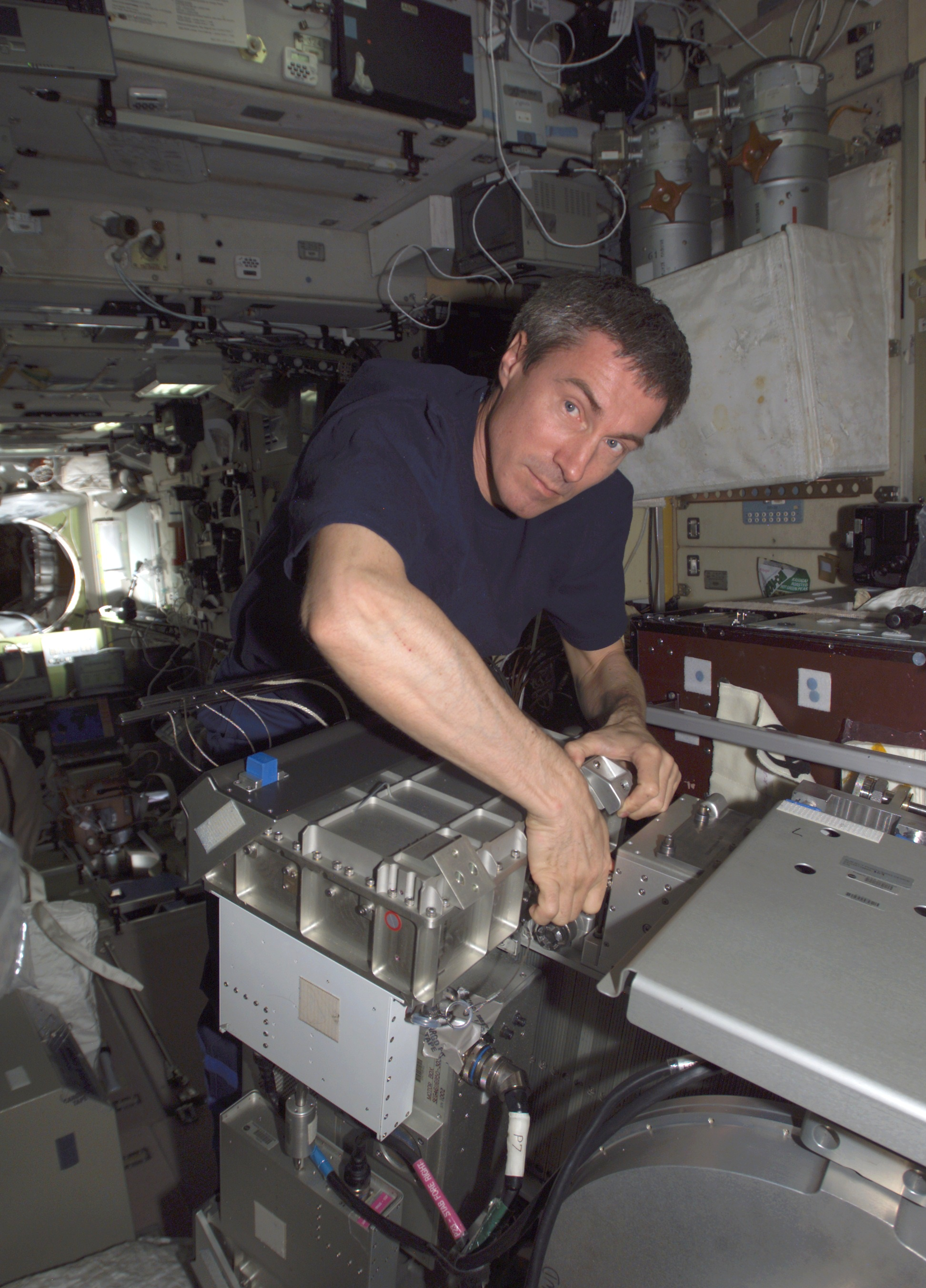
Сергей Крикалёв работает на МКС, май 2005 года

### Шестой полёт
Стартовал 15 апреля 2005 года (в 04:46:25 мск) на корабле Союз ТМА-6. 11 октября 2005 года завершил свой шестой полёт, вернувшись на Землю с МКС в спускаемом аппарате корабля Союз ТМА-6 после полугода на орбите. В этом полёте впервые был командиром экипажа, как корабля доставки, так и экспедиции МКС-11. Во время полёта осуществил один выход в открытый космос (восьмой) 18 августа 2005 года продолжительностью 4 часа 57 минут. Этим полётом он установил мировой рекорд по общей продолжительности пребывания в космосе (803 дня). Рекорд продержался почти 10 лет и был побит (878 суток) 29 июня 2015 года российским космонавтом Геннадием Падалкой в его 5-м полёте. Продолжительность полёта составила 179 суток 00 часов 23 минуты 23 с. Первый россиянин, летавший в космос шесть раз. Правда, рекорд не мировой: Янг совершил 6-й полёт в 1983 году, а Росс и затем Чанг-Диас в 2002 году совершили свои седьмые полёты.
Статистика
| # | Стартовый корабль | Старт, UTC        | Экспедиция           | Корабль посадки   | Посадка, UTC      | Налёт                        | Выходы в открытый космос | Время в открытом космосе |
| - | ----------------- | ----------------- | -------------------- | ----------------- | ----------------- | ---------------------------- | ------------------------ | ------------------------ |
| 1 | Союз ТМ-7         | 26.11.1988, 15:49 | Союз ТМ-7, Мир-4     | Союз ТМ-7         | 27.04.1989, 02:57 | 151 сутки 11 часов 08 минут  | 0                        | 0                        |
| 2 | Союз ТМ-12        | 18.05.1991, 12:50 | Союз ТМ-12, Мир-9/10 | Союз ТМ-13        | 25.03.1992, 08:51 | 311 суток 20 часов 00 минут  | 7                        | 36 часов 29 минут        |
| 3 | Дискавери STS-60  | 03.02.1994, 12:10 | Дискавери STS-60     | Дискавери STS-60  | 11.02.1994, 19:19 | 8 суток 07 часов 09 минут    | 0                        | 0                        |
| 4 | Индевор STS-88    | 04.12.1998, 08:35 | Индевор STS-88       | Индевор STS-88    | 16.12.1998, 03:53 | 11 суток 19 часов 17 минут   | 0                        | 0                        |
| 5 | Союз ТМ-31        | 31.10.2000, 07:52 | Союз ТМ-31, МКС-1    | Дискавери STS-102 | 21.03.2001, 07:31 | 140 суток 23 часа 38 минут   | 0                        | 0                        |
| 6 | Союз ТМА-6        | 15.04.2005, 00:46 | Союз ТМА-6, МКС-11   | Союз ТМА-6        | 11.10.2005, 01:09 | 179 суток 00 часов 23 минуты | 1                        | 4 часа 58 минут          |
|   |                   |                   |                      |                   |                   | 803 суток 09 часов 38 минут  | 8                        | 41 час 27 минут          |

### Работа в безвоздушном пространстве
| № п/п | Выход в космос    | Продолжительность |
| ----- | ----------------- | ----------------- |
| 1     | 24.06.1991, 21:11 | 4 ч 58 мин        |
| 2     | 28.06.1991, 19:02 | 3 ч 24 мин        |
| 3     | 15.07.1991, 11:45 | 5 ч 56 мин        |
| 4     | 19.07.1991, 11:10 | 5 ч 28 мин        |
| 5     | 23.07.1991, 09:15 | 5 ч 42 мин        |
| 6     | 27.07.1991, 08:44 | 6 ч 49 мин        |
| 7     | 20.02.1992, 20:09 | 4 ч 12 мин        |
| 8     | 18.08.2005, 19:02 | 4 ч 58 мин        |
| Всего | Всего             | 41 ч 27 мин       |

### Работа на предприятиях и в учреждениях космической отрасли
С февраля по август 2007 года вице-президент РКК «Энергия» по пилотируемым полётам с сохранением лётного статуса в отряде космонавтов. С августа 2007 по март 2009 года — заместитель генерального конструктора.
В 2008 году защитил диссертацию на соискание учёной степени кандидата психологических наук по теме «Психологические детерминанты процесса принятия решения госслужащими в экстремальных ситуациях», научный руководитель — доктор психологических наук, профессор С. Л. Кандыбович.
27 марта 2009 года в связи с переходом на другую работу освобождён от занимаемой должности инструктора-космонавта-испытателя 1 класса ОАО «РКК „Энергия“ имени С. П. Королёва».
С 30 марта 2009 по 27 марта 2014 года начальник Центра подготовки космонавтов имени Ю. А. Гагарина. В своей работе 2011 года «Пилотируемые полёты: от Ю. А. Гагарина к МКС и полётам в дальний космос» Сергей Константинович Крикалёв делает вывод, что «существующие достижения в науке и технике, приобретённый опыт выполнения космических программ позволяют приступить к решению задач по освоению дальнего космоса с помощью средств пилотируемой космонавтики».
С марта 2014 года первый заместитель генерального директора ФГУП «Центрального научно-исследовательского института машиностроения» по пилотируемым программам.

## Увольнение с должности директора корпорации «Роскосмос»
Работал исполнительным директором госкорпорации «Роскосмос» по пилотируемым космическим программам. 11 июня 2021 года был освобождён от должности исполнительного директора за нарушение корпоративной этики , поскольку выразил несогласие с проектом съёмок на МКС коммерческого фильма «Вызов» с Юлией Пересильд и Климом Шипенко, и переведён на должность советника главы госкорпорации.
Уже через несколько дней после широкого освещения в прессе ситуации с освобождением от должности руководство объявило о сохранении за С. К. Крикалёвым прежней должности исполнительного директора по пилотируемым программам.
В августе 2024 должность исполнительного директора по пилотируемым программам была упразднена во время его отпуска.
Взамен Крикалеву была предложена должность «полномочного представителя», фактически отстраняющая от руководящих функций, от которой он отказался.

## Общественная деятельность
C 1999 по 2007 годы являлся президентом Федерации планёрного спорта России.
14 февраля 2012 года утверждён членом Общественной палаты Центрального федерального округа и доверенным лицом премьер-министра и кандидата в президенты РФ Владимира Путина, а на первом пленарном заседании 14 сентября того же года избран Секретарём палаты.
12 апреля 2014 года назначен полномочным представителем Губернатора Севастополя в Москве и Санкт-Петербурге.
В сентябре 2016 года стал доверенным лицом партии «Единая Россия» на выборах в Государственную думу VII созыва.
C 2017 года является президентом Федерации самолётного спорта России. 16 декабря 2017 года на космодроме «Байконур» стал Послом чемпионата мира по профессиональному мастерству WorldSkills Kazan 2019.
В январе 2018 года стал доверенным лицом Владимира Путина на президентских выборах 18 марта 2018 года.
Член экспертного совета Национальной премии «Хрустальный компас». Президент Международного экологического фонда «Чистые моря» (с 2009 года по настоящее время).
18 января 2024 года назначен специальным представителем Президента Российской Федерации по вопросам международного сотрудничества в области космоса.
В 2024 году стал доверенным лицом кандидата в президенты России Владимира Путина.
18 февраля 2025 года освобождён от занимаемой должности.

## Увлечения
Высший пилотаж, плавание, подводное плавание, горные лыжи, виндсёрфинг, теннис, любительское радио (Х75М1К). Кандидат в мастера спорта по многоборью. Мастер спорта СССР по высшему пилотажу, Заслуженный мастер спорта России. Участник чемпионатов СССР, Европы и мира по высшему пилотажу. Чемпион СССР в командном зачёте (1986). Чемпион Европы в командном зачёте (1996). Чемпион мира в командном зачёте в пилотаже на планёрах (1997).
Радиолюбительский позывной — U5MIR.
Космический фотохудожник. Автор коллекции фоторабот «Живопись Творца», снятой с околоземной орбиты. Основоположник нового направления в фотоискусстве — космическая фотография, представленная в 3D технологии (2008).

## Награды и почётные звания

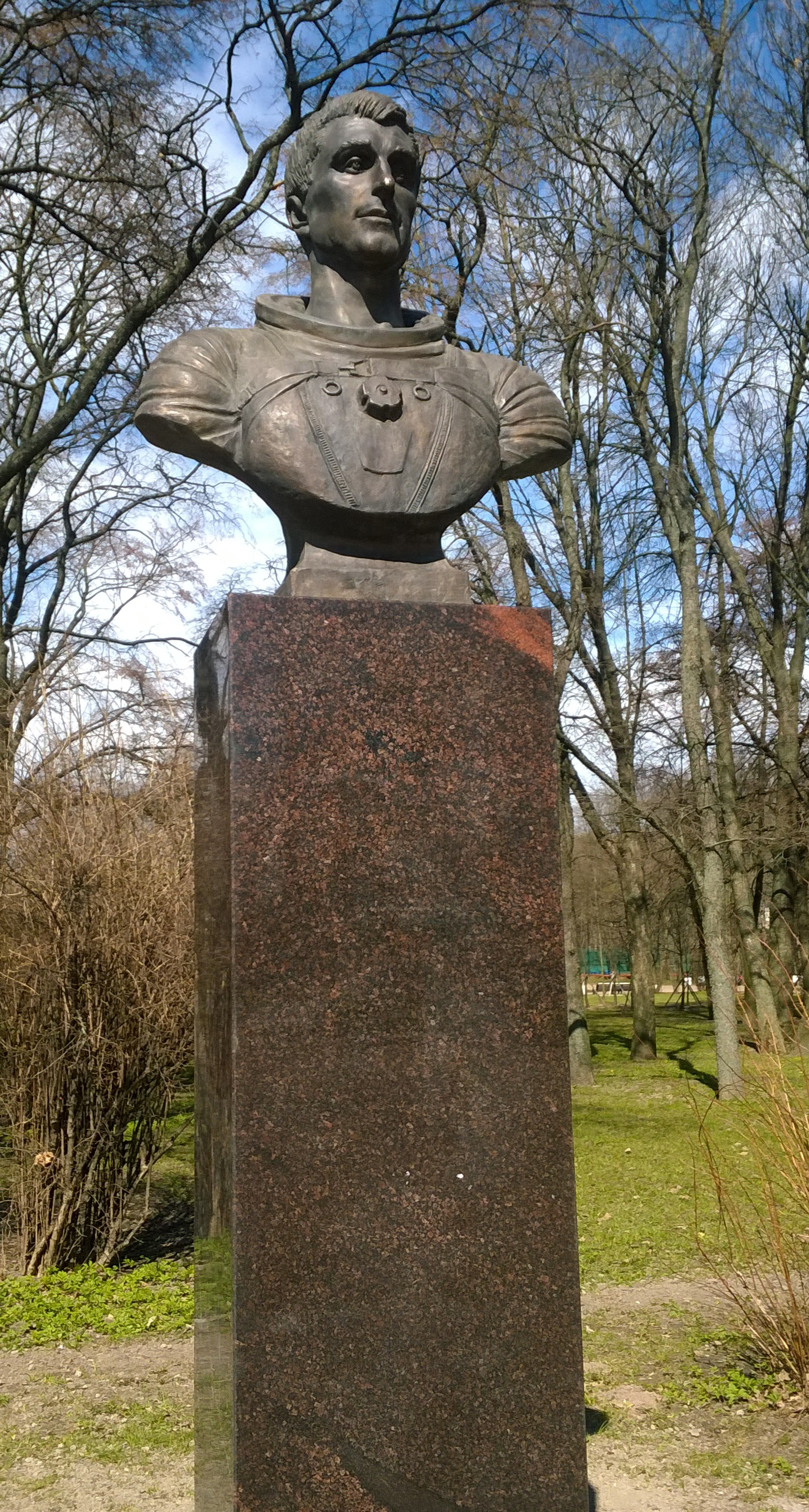
Бюст в Московском Парке Победы

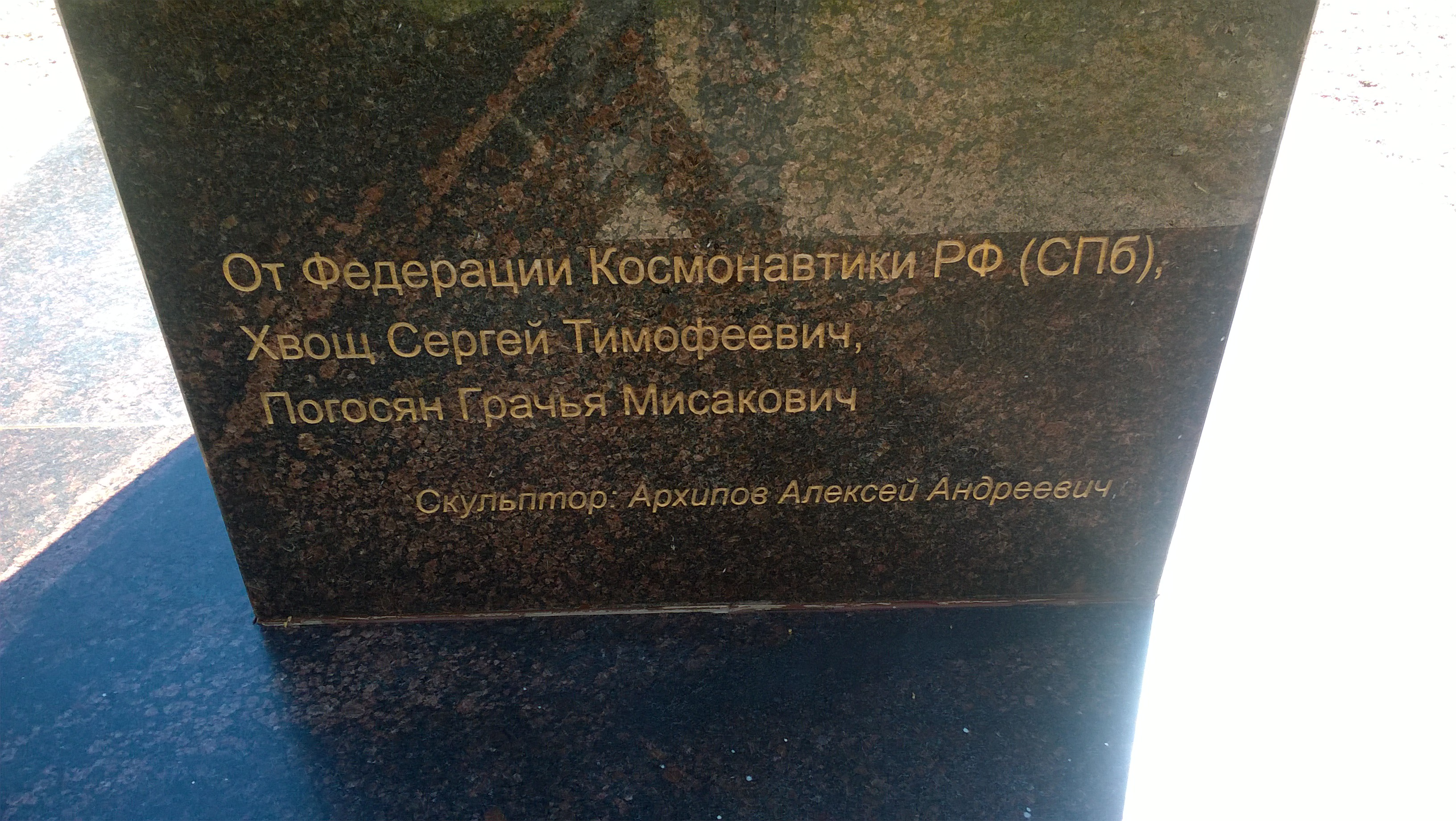
Постамент бюста в Московском Парке Победы: «От федерации космонавтики РФ СПб. Хвощ Сергей Тимофеевич, Погосян Грачья Мисакович. Скульптор: Архипов Алексей Андреевич»

Портрет С. К. Крикалёва, Парк покорителей космоса имени Юрия Гагарина

- Герой Советского Союза (27 апреля 1989 года).
- Орден Ленина (1989).
- Герой Российской Федерации (11 апреля 1992 года) — за мужество и героизм, проявленные во время длительного космического полёта на орбитальной станции «Мир» (медаль «Золотая звезда» № 1)[33].
- Орден «За заслуги перед Отечеством» IV степени (5 апреля 2002 года) — за мужество и высокий профессионализм, проявленные при осуществлении длительного космического полёта на Международной космической станции[34].
- Орден Почёта (15 апреля 1998 года) — за успешное участие и достижение высоких спортивных результатов в Первых Всемирных воздушных играх[35].
- Орден Дружбы народов (25 марта 1992 года) — за успешное осуществление космического полёта на орбитальной станции «Мир» и проявленные при этом мужество и героизм[36].
- Медаль «За заслуги в освоении космоса» (12 апреля 2011 года) — за большие заслуги в области исследования, освоения и использования космического пространства, многолетнюю добросовестную работу, активную общественную деятельность[37].
- Медаль «В память 300-летия Санкт-Петербурга» (2005 год).
- Медаль «За укрепление обороноспособности» имени Д.Ф. Устинова.
- Медаль Алексея Леонова (Кемеровская область, 2015 год) — за восемь совершённых выходов в открытый космос[38].
- Офицер ордена Почётного легиона (Франция, 1989 год).
- Орден Восходящего солнца 3-й степени (Япония, 2019 год)[39].
- Благодарность Президента Республики Беларусь (9 апреля 2024 года) — за значительные достижения в сфере космической деятельности, большой вклад в научные исследования, укрепление международного сотрудничества[40][41].
- Три медали НАСА «За космический полёт» (1996 год, 1998 год, 2001 год).
- Медаль НАСА «За выдающуюся общественную службу» (2003 год).
- Медаль «100 лет народной революции» (Монголия, 2023 год)[42].
- Почётное звание «Лётчик-космонавт СССР» (1989 год).
- Почётное звание «Заслуженный мастер спорта России».
- Звание «Почётный гражданин Санкт-Петербурга» (2007 год)[43].
- Почётный знак «За заслуги перед Санкт-Петербургом» (2018 год)[44].
- Пожизненный Почётный член Королевского фотографического общества Великобритании.
- Лауреат национальной премии «Золотой глаз России».
- Лауреат национальной премии «Россиянин года» (2011 год)[45].

## Признание заслуг
- Бюст на Аллее Героев Московского парка Победы (Санкт-Петербург).
- Барельеф-портрет Сергея Константиновича Крикалёва установлен в Парке покорителей космоса имени Юрия Гагарина, открытом 9 апреля 2021 года в Саратовской области.
- 13 апреля 2006 года в честь Сергея Константиновича Крикалёва назван астероид 7469 Krikalev, открытый в 1990 году советским астрономом Людмилой Ивановной Черных.